# Ugerevyen Danmark 7-8-9
Ugerevyen Danmark 7-8-9 er en samling af dokumentariske optagelser fra 1917, der tillige indeholder en kort sketch, hvor en mand bliver anholdt af toldbetjente og afsløret som sortbørshaj. .

## Handling
1) På galopbanen for sidste gang i år, 30. september 1917. 2) Ved Gammel Strand ligger "Pæreskuderne", der sælger frugt. 3) Sketch: Mand på vej op på skib føres bort af told-betjente, han kropsvisiteres, de finder masser af smuglergods. 4) Kulfiskeri i Gasværkshavnen. Fra en robåd ved kajen fiskes kul op fra havnens bund. 5) Der høstes kartofler på Fælleden. 6) Fra Spejderugen: Spejderne processerer gennem byen fra Sølvgades Kaserne. 7) Krigen sætter sine spor - rationering. Atter er der en livsfornødenhed, der slipper op! En mand drikker den sidste snaps. 8) Fra fangelejren ved Hald: sårede og syge tyske og østrig-ungarske krigsfanger på skovtur, ledsaget af deres sygeplejersker. Barakkerne ved vintertid. 9) En kartoffelmark til 500 kr. kvadraten! Direktør Bergenholz henter kartofler på hovedstadens kostbare byggegrunde. 10) Røde Kors krigsfange-konference på Amalienborg. Deltagerne ankommer til det første møde 15. oktober 1917. 11) Flyttedag i København. 12) Spejderugen - på Østerbro Stadion, 14. oktober 1917. 13) Husvildebarakkerne på Amager. 14) Ventende mennesker, muligvis foran Petroleumskontoret. 15) Den forulykkede flyver, premiereløjtnant Henning Stockfleth begraves i Randers, 8. oktober 1917. 16) Soldaterparade - Kongereveyen ved Linaa 6. oktober 1917. 17) Spejderugen (fortsat): Kong Christian X følger interesseret spejdernes madlavning og smager på spejdernes pandekager.

## Medvirkende
- Kong Christian X